# Micropezidae

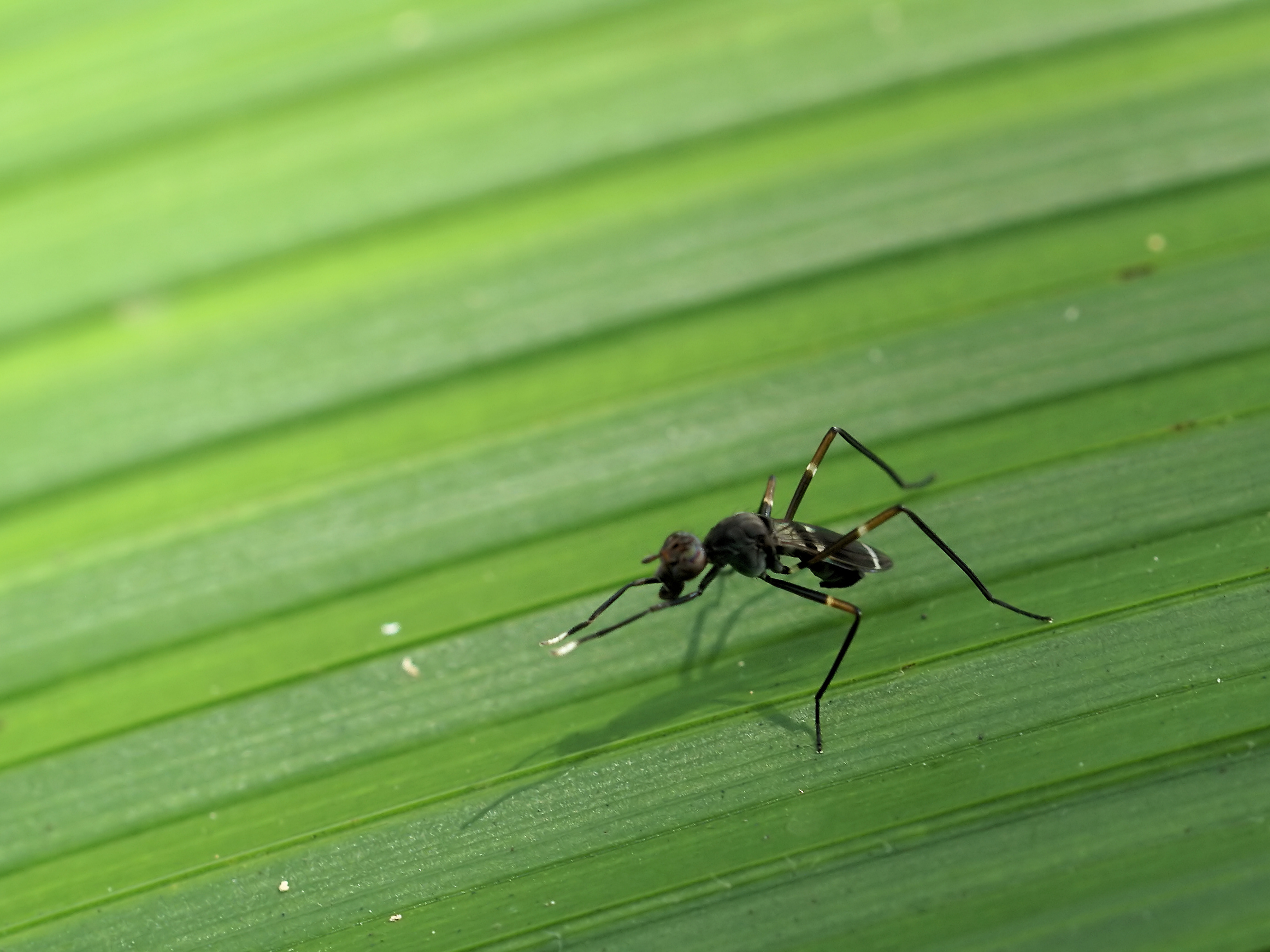
Taeniaptera lasciva

Los micropécidos (Micropezidae) son un familia de dípteros braquíceros de la sección Acalyptratae, de moderado tamaño, comprendiendo cerca de 500 especies en 54 géneros y 5 subfamilias. Viven en todo el mundo, excepto Nueva Zelanda y la isla Macquarie). Son muy diversas en hábitats tropicales y subtropicales, especialmente en la región neotropical.
Los insectos de esta familia se conocen por moscas patilargas, por sus extremidades característicamente largas. Las patas delanteras son marcadamente más cortas que las restantes. En general tienen el cuerpo largo, frecuentemente negruzco, usualmente con alas oscuras. En el género Calycopteryx las alas están reducidas y están enteramente ausentes en Badisis ambulans, que recuerda por ello a una hormiga.
Algunas especies del género Strongylophthalmyia tienen mimetismo; se asemejan a avispas Ichneumonidae. Las especies del género Anaeropsis tienen ojos en tallos.
Se sabe poco de sus hábitos larvales; probablemente sean fitófagas (herbívoras), o saprófagas (detritívoras). Las larvas de ciertas especies de Mimegralla se las encuentra viviendo en raíces de Zingiber officinale jengibre y en otras plantas, bajo la corteza de árboles muertos o en otro material en descomposición. Los adultos depredan pequeños insectos (por ejemplo Calobata en Bretaña) o son atraídos por excrementos o frutas descompuestas.
Muchas especies (por ejemplo, las del género Mimegralla) son conocidas por su hábito de permanecer estáticas mientras mueven rítmicamente sus patas delanteras frente a su cabeza, conducta que acentúa su mimetismo con las avispas. Al menos una especie de Metopochetus (M. curvus) se observó en cambio, mover sus patas traseras, ya que no están conspicuamente coloreadas.

## Conservación
Calycopteryx mosleyi, en Kerguelen y en islas Heard y McDonald, se asocia con la «col de Kerguelen» (Pringlea antiscorbutica, de las Brassicaceae). Como esta especie está siendo destrozada por la introducida «liebre europea» Oryctolagus cuniculus, esta mosca es considerada vulnerable.
Las larvas de Badisis ambulans viven en receptáculos de la planta amenazada «Albany pitcher» (Cephalotus follicularis, Cephalotaceae).

## Registro fósil
Varias especies fósiles han sido encontradas en ámbar del mar Báltico, probablemente del Eoceno Tardío (cerca de 36 millones de años). Sin embargo, muchos fueron lavados hacia playas, después de su temperización de estratos del Terciario, haciendo su cronología incierta.
Se reconocen dos géneros fósiles, Cypselosomatites Hennig, 1965 y el avanzado Electrobata Hennig, 1965.

## Géneros
Lista compilada por la base de datos biosistemática de Diptera (enero de 2007):
- Anaeropsis Bigot, 1866
- Badisis McAlpine, 1990
- Calobata Meigen, 1803
- Calobatella Mik, 1898
- Calobatina Enderlein, 1922
- Calosphen Hennig, 1934
- Calycopteryx Eaton, 1875
- Cardiacephala Macquart, 1843
- Cephalosphen Hennig, 1934
- Chaetotylus Hendel, 1932
- Cliobata Enderlein, 1923
- Cnodacophora Czerny, 1930
- Compsobata Czerny, 1930
- Cothornobata Czerny, 1932
- Courtoisia Barraclough, 1993
- Crepidochetus Enderlein, 1922
- Crosa Steyskal, 1952
- Cryogonus Cresson, 1926
- Ectemnodera Enderlein, 1992
- Electrobata Hennig, 1965
- Erythromyiella Hennig, 1935
- Eurybata Osten Sacken, 1882
- Globomyia Hennig, 1935
- Globopeza Marshall, 2005
- Glyphodera Enderlein, 1922
- Grallipeza Rondani, 1850
- Grammicomyia Bigot, 1859
- Hemichaeta Hennig, 1934
- Hoplocheiloma Cresson, 1926
- Mesoconius Enderlein, 1922
- Metasphen Frey, 1927
- Metopochetus Enderlein, 1922
- Micropeza Meigen, 1803
- Mimegralla Rondani, 1850
- Mimomyrmecia Frey, 1927
- Neograllomyia Hendel, 1933
- Neria Robineau-Desvoidy, 1830
- Nestima Osten Sacken, 1881
- Notenthes Marshall, 2002
- Papeza McAlpine, 1975
- Paramimegralla Hennig, 1937
- Parasphen Enderlein, 1922
- Plocoscelus Enderlein, 1922
- Poecilotylus Hennig, 1934
- Pseudeurybata Hennig, 1934
- Ptilosphen Enderlein, 1922
- Rainieria Rondani, 1843
- Scipopus Enderlein, 1922
- Steyskalia Aczel, 1959
- Stiltissima Barraclough, 1991
- Taeniaptera Macquart, 1835
- Tenthes Cresson, 1930
- Trepidarioides Frey, 1927
- Zelatractodes Enderlein, 1922